# Sherbournia amaraliocarpa
Sherbournia amaraliocarpa är en måreväxtart som först beskrevs av Herbert Fuller Wernham, och fick sitt nu gällande namn av Frank Nigel Hepper. Sherbournia amaraliocarpa ingår i släktet Sherbournia och familjen måreväxter. Inga underarter finns listade i Catalogue of Life.